# Mutter-Heimat-Statue (Wolgograd)

Mutter Heimat ruft (2004)

Die Mutter-Heimat-Statue (russisch Скульптура «Родина-мать» Skulptura «Rodina-mat») auf dem Mamajew-Hügel im südrussischen Wolgograd (bis 1961 Stalingrad) ist eine Kolossalstatue, die von der Sowjetunion zum Gedenken an den Sieg der sowjetischen Streitkräfte im Großen Vaterländischen Krieg (Teil des Zweiten Weltkriegs) errichtet wurde.

## Beschreibung

Größenvergleich bekannter Statuen: Statue der Einheit (Indien), Spring Temple Buddha (Lushan), Freiheitsstatue (New York), Mutter-Heimat-Statue, Cristo Redentor (Rio de Janeiro) und David von Michelangelo (Florenz)

Der russische Name der Statue lautet «Родина-Мать зовёт!» (Rodina-mat sowjot!, deutsch: „Mutter-Heimat ruft!“ oder auch: „Das Mutterland ruft!“). Sie wurde 1967 nach einem Entwurf des Bildhauers Jewgeni Wutschetitsch errichtet und erinnert an die Schlacht von Stalingrad. Realisiert wurde der Bau durch Nikolai Nikitin. Die Statue hat eine Gesamthöhe von 85 Metern, gemessen von der Fußsohle bis zur Schwertspitze. Das Schwert allein misst 33 Meter und wiegt 14 Tonnen. Die Figur misst 52 Meter. Das Fundament für die Statue bildet ein 16 Meter hoher Betonsockel; von diesem sind nur ca. 2 Meter sichtbar, während sich der Großteil unterhalb der Erdoberfläche befindet. Die Statue besteht aus Betonblöcken. Das Gesamtgewicht ohne den Sockel beträgt 7900 Tonnen, davon ca. 5500 Tonnen Beton und 2400 Tonnen Metall. Die weit auskragenden, relativ dünnen Arme sind eine vorgespannte Beton-Hohlkonstruktion.

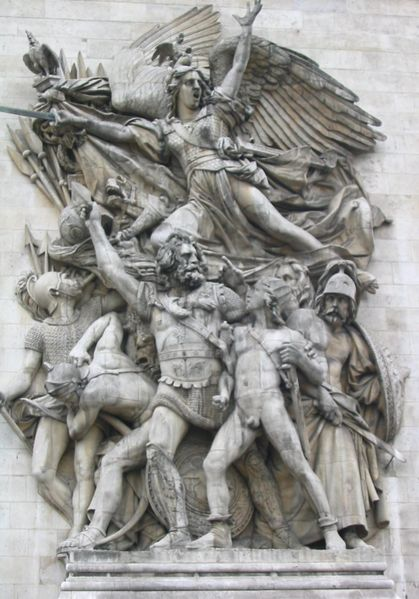
François Rude: Der Auszug der Freiwilligen im Jahr 1792 (La Marseillaise) mit der Allegorie Frankreichs als mögliches Gestaltungsvorbild der Wolgograder Monumentalstatue

Die neoklassizistische Gestaltung der Monumental-Statue orientiert sich deutlich an der Allegorie Frankreichs in dem berühmten Relief „Der Auszug der Freiwilligen im Jahr 1792“, die der französische Bildhauer François Rude im Jahr 1833 im Auftrag von König Louis-Philippe I. für den Arc de Triomphe de l’Étoile in Paris geschaffen hatte.
Ein graphisches Abbild der Statue findet sich unter anderem auf der Flagge und dem Wappen der Wolgograder Oblast.
Dieses Denkmal der Mutter Heimat bildet mit dem Befreier im Treptower Park in Berlin (1946–1949) und dem Hinterland für die Front in Magnitogorsk (1979) ein Denkmalstriptychon, das das geschmiedete Schwert in Magnitogorsk, das erhobene Schwert in Wolgograd und das gesenkte Schwert in Berlin zeigt.

## Drohendes Abkippen
2009 veröffentlichte die BBC einen Bericht, nach dem sich die Statue durch Grundwasserunterspülung gefährlich neige. Gemäß diesem Bericht sei die Statue nicht mit dem Fundament verbunden, sondern stünde nur durch ihr Eigengewicht darauf. Sollte sich das Fundament weiter neigen, bestünde die Gefahr, dass die Figur einfach davon herunter kippe. Ein leitender Mitarbeiter des Gedenkmuseums Stalingrader Schlacht erklärte jedoch, die jährliche Neigung sei in den Jahren bis 1985 am intensivsten gewesen (insgesamt 150 mm), hätte sich seither verlangsamt (auf 50 mm in den letzten 15 Jahren) und einen kritischen Wert noch nicht erreicht. Zudem sollte 2012 mit einer Restaurierung begonnen werden.
Anfang Juli 2013 warnte ein Restaurator vor dem baldigen Abkippen der Statue, da ihr schwaches Fundament die 8.000 Tonnen schwere Struktur nicht mehr halte und sie hin- und herschwanken würde. Weiterhin müsse das aus Beton hergestellte Schwert dringend ersetzt werden. Alles in allem sei eine größere Summe nötig, um das Monument zu retten.
Das Projekt zur Restaurierung der Statue wurde von 2008 bis 2016 vorbereitet. Im Oktober 2010 begannen die Arbeiten zur Sicherung der Statue; es war die letzte Teilreparatur davon. Im Jahr 2017 wurden Notfallarbeiten durchgeführt: Die Seile im Inneren der Statue wurden ersetzt, um ihre Stabilität zu gewährleisten, das Innere wurde repariert, die Beleuchtung und das Feuerlöschsystem wurden ersetzt.
Im März 2019 begann die Restaurierung der Außenfläche der Statue, die anlässlich des 75. Jahrestages des Sieges im Mai 2020 abgeschlossen wurde.